# 冨樫 (漫画家)
冨樫（とがし、1969年 - ）は、日本の漫画家。山形県新庄市出身、新庄市在住。
本名の冨樫 秀昭（とがし ひであき）名義でも漫画家として活動していたが、現在は実家の文具店に勤務している。
兄は漫画家の冨樫義博。義理の姉は漫画家の武内直子。うすね正俊のアシスタント出身。出身大学（大東文化大学）の漫研OBに前川たけしがいる。

## 作品リスト

### 一般向け
- 『ドラゴンナイト4』 （1997年 - 1999年、『月刊コミック電撃大王』連載、全3巻）
- 『鬼姫』 （2008年4月9日発売[2]、『月刊ComicREX』連載、〈IDコミックス REXコミックス〉、ISBN 978-4-75806-091-2、全1巻）※ 「冨樫秀昭」名義

### 成人向け
- 『森の妖精のはなし』 （『COMICペンギンクラブ』・『COMICペンギンクラブ山賊版』連載、全2巻）
デビュー作。富士美コミックス及びプラザコミックスからそれぞれ全2巻。どちらにも冨樫義博が1ページずつゲスト寄稿している。
  - 富士美出版〈富士美コミックス〉
    1. 1993年9月発売、ISBN 4-89421-039-8
    2. 1995年9月発売、ISBN 4-89421-134-3

  - 蒼竜社〈プラザコミックス〉
    1. 2000年12月発売、ISBN 4-88386-072-8
    2. 2000年12月発売、ISBN 4-88386-074-4
- 『B.M.E.O』 （2001年8月発売、富士美出版〈富士美コミックス〉、ISBN 4-89421-433-4、全1巻）
- 『よろず祟られ屋』 （2007年4月25日発行[3]、茜新社〈TENMA COMICS〉、ISBN 978-4-87182-907-6、全1巻）

## 師匠
- うすね正俊